# هیروشی هاسه
هیروشی هاسه (انگلیسی: Hiroshi Hase؛ زادهٔ ۵ مهٔ ۱۹۶۱) کشتی‌گیر سابق و سیاست‌مدار اهل ژاپن است. وی از سال ۲۰۱۵ تا ۲۰۱۶ وزیر آموزش، فرهنگ، ورزش، علوم و فناوری ژاپن بوده‌است.